# 民主党派
民主党派目前是中国共产党針對第二次国共内战时期中華民國境内除中國國民黨和中国共产党以外活跃之各中间派政党的总称。
抗日戰爭結束后，摩擦不斷的國共雙方開始在重慶展開談判並召開由国内各主要政党所组成的政治協商會議，并通过政协宪草。然而，随着國共矛盾日益激化，特别是制宪国民大会的召开，更是使得各民主党派分道扬镳。中國青年黨和中國民主社會黨两党投向中華民國政府一方，而以民盟为首的大部分党派则响应《五一口号》，在中共已取得全国战局决定性胜利后，于1949年在北平另行召开中国人民政治协商会议第一届全体会议，组建中华人民共和国中央人民政府，与中华民国政府分庭抗礼。
此后，留在中国大陆的民主党派成为中国共产党领导的多党合作和政治协商制度體系下的花瓶黨。而前往台灣的民主党派则成为两蒋时期的少數合法党派，其後逐漸失去影響力。在臺灣民主化的進程中，台灣民主党派的原成員出走另組黨而泡沫化，其中中国民主社会党在2020年因無活動黨員而被註銷。

## 历史

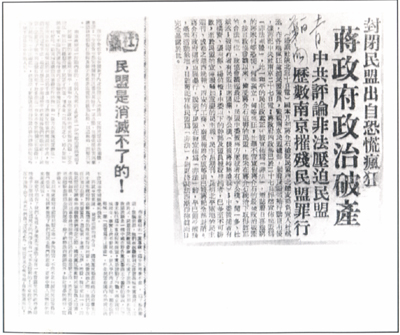
1947年10月，国民政府宣布取缔中国民主同盟，中共及民盟强烈声讨。

它们大部分是在抗日战争期间以及日本投降以后、国共内战爆发以前成立的。那段时间中华民国的政治气氛比较宽松，成立了政治协商会议（舊政協）。當時主要的中间黨派有：
内战后留在中国大陆的（八大民主党派）
- 中国致公党（简称“致公党”）：1925年10月10日在旧金山成立[2]
- 中国农工民主党（简称“农工党”）：由1928年在上海成立的中華革命黨多次更名而來，亦称「第三党」[3]
- 中国民主政团同盟（1944年9月10日更名為中国民主同盟，简称“民盟”）：1941年3月19日在重慶成立
- 中国民主促进会（简称“民進”）：1945年12月30日在上海成立
- 中国民主建国会（简称“民建”）：创立于1945年12月16日，原名民主建国会，1952年7月改称中国民主建国会
- 九三学社（1946年5月4日在重庆成立）[4]
- 台湾民主自治同盟（简称“台盟”）：1947年11月12日在香港成立
- 中国国民党革命委员会（简称“民革”）：1948年1月1日在香港成立

内战后转移到台湾的
- 中國青年黨（简称“青年党”或“中青”）：1923年12月2日在巴黎成立，原系中国民主同盟的组成部分，1946年11月因参加制憲國民大會被民盟开除出盟。
- 中國民主社會黨（简称「民社党」；前称「国社党」）：1932年4月16日在上海成立「中国国家社会党」，原系中国民主同盟的组成部分；1946年8月15日改组为中国民主社会党；1946年11月因参加制宪国大被民盟开除出盟；2020年4月29日廢止立案。

合并或终止运作的
- 三民主义同志联合会（简称“民聯”）：1945年10月28日在重慶成立，后并入民革
- 中国民主促进会（后更名為中国国民党民主促进会，简称“民促”）：1946年4月14日在廣州成立，后并入民革
- 全国各界救国联合会（简称“全救会”或“救国会”，1945年更名为中国人民救国会，简称“救国会”）：1936年5月31日在上海成立，1949年终止运作

中国民主建国会因成立较晚没有代表参加舊政協。后来在是否参加制宪国民大会的问题上，中间党派发生了分裂。中国青年党、中國民主社會黨（当时加入中国民主同盟）参加了國民政府所號召組織的制宪国民大会。中国民主同盟遂开除了中國民主社會黨，此后不久即被國民政府查封。其他各民主党派明显倾向中国共产党在内战全面爆发时遭到国民政府查封，禁止活动。1948年，中国共产党中央委员会发表《五一口号》，得到八大民主党派及一些无党派人士的支持。民主党派及一些无党派人士进入解放区。
中华人民共和国成立后，三民主义同志联合会、中国国民党民主促进会于1949年11月16日并入中国国民党革命委员会，中国人民救国会于1949年12月18日解散。有鉴于此，毛泽东为营造民主氛围希望其他党派不要解散，可以和中国共产党互相监督。保留下来的八个党派作为参政党，但在自己的党章中明确规定接受中国共产党的领导下参政议政。民主党派的主席一般兼任全国人民代表大会常务委员会副委员长或中国人民政治协商会议全国委员会副主席。历史上，宋庆龄和荣毅仁两位民主党派人士曾经出任国家副主席的职务。

## 中华人民共和国
中国共产党与各民主党派合作的基本方针是「长期共存、互相监督、肝胆相照、荣辱与共」。合作方式为中国共产党领导的多党合作和政治协商制度，也称“中国共产党领导的多党合作制”或“一党领导的多党合作制”。
中國的政治制度允許各民主党派和其他非中共成員參加全國人民代表大會，但他們要經過中共的審查。  根據范亞倫的說法，這些政黨的“目的是創造包容性和代表性的假象。” 中共控制民主黨派的方式之一是通過其統一戰線工作部 ，該部門審查入黨申請並控制民主黨派領導人人選。  統戰部還通過阻止他們在縣和農村廣泛擴張來控制各方。

### 历史沿革
中華人民共和國成立前，为了得到中國共产党的支持，各民主党派都作出清理整顿组织的决定。各党派分别成立整顿委员会，重新登记党员，清洗了那些进入民主党派组织的非亲共人士，终止了“政治面目不清”（即未明确表态支持中共领导）的人的党派关系，达到其“健全领导机构”的目的。建国初期，各党派共有成员11540人。1600人以上的，只有民建、民革、民盟、农工四个党派，其余几个党派只有一二百人。1949年底至1950年11月，会前，各党派内部都曾发生过争论，争论的焦点是组织的存废问题和要不要以《共同纲领》为政治纲领。中共中央对企图脱离共产党领导的言行作了斗争，对一些右翼分子采取了“政治严肃、组织宽大”的原则。据称为了避免引起与有关国家和地区的外交纠纷，经中共与各民主党派协商，确定各民主党派在国外和港澳地区已建立的分支组织，一律停止活动。第二次全国统战工作会议上，中共中央书记处五大书记之一的周恩来代表中共中央向民主党派提出了发展成员的建议。会议颁布了《1951年协助各民主党派发展党员的建议》，要求各级共产党党委积极协助各民主党派在今年内完成发展党员一至二倍的任务。在民主党派组织发展方针上，建议：“主要应该在大、中城市和省会就现有基础加以发展，使之具备相当规模，而不要采取分散力量，到处搭架子的办法。”“吸收党员的政治条件，必须是拥护《共同纲领》并愿为其实现而奋斗者。”
1951年12月1日，中共中央发出通知：在国家机关和企事业单位开展以反贪污、反浪费、反官僚主义为主要内容的“三反”运动。随着“三反”的深入，发现许多贪污分子和资本家的违法活动密切关联、相互勾结。于是，1952年1月26日，中共中央发出了《关于在城市限期展开大规模的坚决彻底的“五反”斗争的指示》，要求首先在大中城市中，依靠工人阶级，团结守法的资本家及其他市民，向着违法的资本家开展一个大规模的反行贿、反偷税漏税、反偷工减料、反盗骗国家财产和反盗窃国家经济情报的“五反”斗争。当时，大部分私营工商业户都犯有不同程度的“五毒”行为。中国共产党通过三反五反运动清洗了民主党派中的反革命。1952年1月5日，人民政协作出《关于开展各界人士思想改造的学习运动的决定》，号召各民主党派、各级政府机关、各人民团体以及宗教界积极参加思想改造学习运动，形成了一个全国规模的包括各界知识分子参加的思想改造学习运动。中共中央于11月30日发出《关于在学校中进行思想改造和组织清理工作的指示》，开展知识分子思想改造学习运动。
1952年6月，中国共产党中央委员会主席毛泽东批示关于工人阶级与民族资产阶级的矛盾是国内的主要矛盾。1952年6月6日至23日，中共中央召开了第三次全国统战工作会议，会议的主题是讨论民族资产阶级和民主党派的工作问题。会议认为，工人阶级同民族资产阶级的矛盾，已经成为国内主要矛盾。在国内主要矛盾转变和民族资产阶级不再是中间阶级以后，中共对民族资产阶级是又团结又斗争、斗争为了团结的统一战线政策。对资产阶级的改造，在当时主要是把违法改造成守法，而不是把资产阶级改造成工人阶级。对民主党派，是要他们确立“接受工人阶级和共产党的领导”的思想，而不是要求他们具有工人阶级的立场和思想。对于他们成员中一部分从事文教、科技等方面工作的知识分子，要求他们学习马列主义理论，逐步具备工人阶级的立场和思想。要求民主党派发展成员，以其所联系阶级、阶层的中上层代表人物为主要对象，否定了过去提出的民建会以中小工商业者为基础的组织发展方针。会议通过了《关于民主建国会工作的要点》指示整顿民主建国会，重建以共同纲领和“五反”原则教育资产阶级的政治团体。会后，党的统战工作的重心逐步转移到对资本主义工商业的社会主义改造方面来了。1952年6月20日至30日，中华全国工商业联合会筹备代表会议在北京召开，全国工商业联于1953年10月正式成立，接受中国共产党领导。
中共中央统战部于1953年6月25日至7月22日召开了第四次全国统战工作会议。会议的主题是：学习和贯彻过渡时期总路线，研究和部署对资本主义工商业的社会主义改造。这次会议讨论了：《关于人民代表大会制度实行后人民民主统一战线组织问题的意见》、《关于实行人民代表大会制度时安排民主人士的意见》、《关于利用、限制和改造资本主义工商业的意见》，明确了以下几点：第一，人民代表大会制度的实行，决不意味着要削弱统一战线，而是应使其更为巩固和加强。在对民主人士的安排上，凡是已经同我们合作的，仍应根据具体情况，用各种方式从各个方面分别予以适当安排。凡有民主人士的地方，自县、市以上各级人民代表大会，都要做好民主人士的安排工作。第二，在人民代表大会制度实行后，中国人民政治协商会议不再代行全国人民代表大会的职权，它作为统一战线组织将继续存在。会后，这两个文件经中共中央批准转发各地执行。会议经过讨论，最后形成了《关于各省、市人民代表大会和省市人民政府委员会中民主人士安排方案的意见》，并于1954年4月27日得到中共中央的批准。1957年，毛泽东提出“百花齐放、百家爭鳴”，隨後掀起反右傾運動整肅民主党派和知識分子。1976年毛泽东逝世之后，民主党恢復發展。20世紀80年代中期，民主黨派黨員為17万人，截至2013年，民主黨派黨員人數發展至70多万人。
当前，官方提出，各民主党派之所以拥护和接受中国共产党的领导，是因为以下两点:
1. 各民主党派通过各自的实践感受到只有中国共产党才能领导人民赢得民族独立、人民解放。
2. 各民主党派确信中国要建设社会主义，实现国家富强、人民幸福，没有共产党的领导是不行的。

中共要求民主党派按照1996年《关于民主党派组织发展若干问题座谈会纪要》和1999年《各民主党派中央关于加强自身建设若干问题座谈会纪要》的精神发展党员，“以协商确定的范围和对象为主，以大中城市为主，以有代表性的人士为主”。2004年10月25日中共颁发的《关于进一步做好民主党派组织发展工作座谈会纪要》提出发展新的社会阶层代表性人士，要求新的社会阶层人士加入民主党派除应符合《章程》规定的条件外，还应已作一定政治安排或担任一定的社会职务。发展无党派代表人士必须事先与同级中共党委及中央统战部沟通情况，事先征求所在单位中共党组织的意见，防止民主党派追求发展成员年轻化的倾向。
共产党员一般不能加入民主党派。根据中共中央有关文件规定，中共党员在民主党派要求和同意的前提下，经上级中共党委批准，可以加入民主党派组织，调到民主党派工作。民主党派、工商联各级组织中的主席（主委）、副主席（副主委）、秘书长、组织部长、省级以上人民代表大会常务委员会、人民政府、人民政协的负责人中的民主党派和无党派人士的入党问题，按中央有关规定执行。民主党派的成员申请加入中国共产党，不必要求他们退出民主党派的组织。其入党后，也可以继续参加民主党派的活动。

### 组织情况
| 排名 | 政党                 | 简称   | 主席   | 全国人大席位数 | 全国人大常委会席位数 | 党员数                | 省级党组织数 | 建立时间   |
| ---- | -------------------- | ------ | ------ | -------------- | -------------------- | --------------------- | ------------ | ---------- |
| 1    | 中国国民党革命委员会 | 民革   | 郑建邦 | 41 / 2,977     | 6 / 175              | 163,886 ▲ (2023年6月) | 30           | 1948年1月  |
| 2    | 中国民主同盟         | 民盟   | 丁仲礼 | 55 / 2,977     | 9 / 175              | 348,300 ▲ (2022年)    | 30           | 1941年10月 |
| 3    | 中国民主建国会       | 民建   | 郝明金 | 44 / 2,977     | 4 / 175              | 228,318 ▲ (2023年6月) | 30           | 1945年12月 |
| 4    | 中国民主促进会       | 民进   | 蔡达峰 | 54 / 2,977     | 7 / 175              | 200,000 ▲ (2023年)    | 29           | 1945年12月 |
| 5    | 中国农工民主党       | 农工党 | 何维   | 60 / 2,977     | 5 / 175              | 192,000 ▲ (2022年)    | 30           | 1930年8月  |
| 6    | 中国致公党           | 致公党 | 蒋作君 | 39 / 2,977     | 3 / 175              | 69,000 ▲ (2022年)     | 20           | 1925年10月 |
| 7    | 九三学社             | 无     | 武维华 | 61 / 2,977     | 5 / 175              | 211,738 ▲ (2023年6月) | 30           | 1946年5月  |
| 8    | 台湾民主自治同盟     | 台盟   | 苏辉   | 13 / 2,977     | 3 / 175              | 3,400 ▲ (2022年)      | 19           | 1947年11月 |

### 成员范围
1996年，中共中央政治局常委会原则同意了中共中央统战部拟定的《关于民主党派组织发展问题的意见》后，中共中央统战部邀请各民主党派中央负责人进行座谈，形成了《关于民主党派组织发展若干问题座谈会纪要》。根据1996年6月21日《中共中央统战部关于转发〈关于民主党派组织发展若干问题座谈会纪要〉的通知》：
- 民革主要由国共内战时的中国国民党左派及其后裔组成，后来许多国民党籍的倒戈将领和被俘释放的军政人员加入。
- 民盟主要以从事文化教育方面工作的社会精英阶层所组成。
- 民建主要以在大中城市的工商企业家和经济界的中高层人士为主。[26]
- 民进以从事教育文化出版工作的高中级知识分子为主。
- 农工党以医药卫生界高中级知识分子为主。
- 致公党主要以海外归侨、侨眷为主。
- 九三学社以科学技术界高、中级知识分子为主，如教师、医師、工程师等。
- 台盟由居住在中国大陆的台湾籍人士组成。

## 中华民国

### 历史沿革
1949年，中國青年黨和中國民主社會黨中央黨部隨國民政府遷往台灣。遷至台灣後，这两个政党為國民黨外僅存能公開活動的政黨。
中國民主社會黨方面，部份民社黨員則以無黨籍身分參政。首任民選臺北市市長、曾任兩屆臺南縣選區省議員的吳三連，早在民社黨還是國社黨時期，即已加入。曾任兩屆臺北市市長的高玉樹，首任省轄嘉義市市長、曾任多屆嘉義縣選區省議員的許世賢，及曾任多屆臺北縣選區的省議員李秋遠均曾加入民社黨。
1950年代末期，李萬居、郭國基等人對國民黨專政下的選風、政治局勢不滿，便舉行選舉座談會，希望透過民社黨、青年黨與國民黨交涉。1960年，黨外候選人在民社黨總部召開「在野黨及無黨派人士本屆地方選舉檢討會」，郭國基等人主張要成立強而有力的新政黨，終究以雷震案收場，胎死腹中。當時國民黨長期以「反共抗俄宣傳費」補助兩個在野黨，至1960年5月14日民社黨發表書面聲明，拒絕由國庫撥給反共抗俄宣傳費，自由中國雜誌社論亦對國民黨作法嚴厲批判。大體而言，中國民主社會黨與中國青年黨並沒有發揮進一步制衡的作用，民社黨僅能在歷次中華民國選舉中，倚靠國民黨「禮讓」若干席次，而被黨外人士黃信介嘲笑為「花瓶政黨」、「廁所裡的花瓶」。
1979年，民社黨召開第三屆全國黨代表大會後，便長期未再召開代表大會。1988年，沈朝江、江連興、謝正一要求召開第四屆代表大會，發起組織「中國民主社會黨黨務革新委員會」，當年8月14日革新派300多人自行集會。選舉沈朝江任黨主席，改遷黨部至台中市。而原民社黨黨中央則於8月15日召集「建黨四十二週年紀念大會」，革新派鬧場，兩派決裂。1989年，王世憲等原黨中央向內政部登記註冊，沈朝江等人則以「中華新民社黨」為名登記，後又改名為中國民主黨。
青年党方面，1949年雖然青年黨遷往台灣，黨主席曾琦卻在1950年於美國過世。其後代主席李璜亦未至台灣，導致黨內長期分裂。在這段期間，也曾經與民社黨、台籍菁英、雷震等人，共同籌組新的政黨「中國民主黨」，然而在之後遭到國民黨分化，以及恐懼該黨成為台灣人的政黨而退出。直到1968年左舜生來臺，推動黨的團結，並促請李璜回國，才於次年完成黨的形式團結。青年黨與民社黨由於參與制憲，成為黨禁之下台灣合法的兩個在野黨。1980年代由黨籍增額立委謝學賢領導的青年委員會，在李璜支持下，試圖進行黨的改造，遭到內部其他團體的杯葛，黨禁開放後，成員分裂自組青年中國黨、中國民主青年黨、中國民主正義黨、中國聯合黨、中國團結黨、中國自由民主黨、中國統一黨、中國鐵衛黨、中國國安黨、民主行動黨、中國民主革新黨等十餘個小黨，然皆無政治影響力。
在台灣解除黨禁以及進行國會全面改選之後，由於中国青年党和中國民主社會黨分裂多個新政黨並且失去立法院與國民大會的所有國會席次，淡出台灣政治，被主流社會所遺忘。2002年第六屆全國黨員代表大會后，改主席團為主席一人，歷任主席為伊步倫，孫善豪。2020年4月29日，民社黨被內政部廢止備案。

### 组织情况
|  | 政党           | 创党领袖 | 政治立场     | 立法院席位 | 直辖市长人数 | 省辖县市长人数 | 地方议会席位 | 建立时间  | 現况              |
|  | -------------- | -------- | ------------ | ---------- | ------------ | -------------- | ------------ | --------- | ----------------- |
|  | 中國青年黨     | 曾琦     | 国家主义     | 0          | 0            | 0              | 0            | 1923年    | 活动中            |
|  | 中國民主社會黨 | 张君劢   | 民主社会主义 | 0          | 0            | 0              | 0            | 1946年8月 | 2020年4月29日解散 |